# Campionati del mondo di ciclismo su strada 2011 - Gara in linea maschile Junior
La gara in linea maschile Junior dei Campionati del mondo di ciclismo su strada 2011 fu corsa il 24 settembre 2011 in Danimarca, intorno a Copenaghen, su un percorso totale di 126 km. Il francese Pierre-Henri Lecuisinier vinse la gara con il tempo di 2h48'58" alla media di 44,742 km/h.
Dei 170 ciclisti alla partenza 146 completarono la gara.

## Squadre e corridori partecipanti
| N.      | Cod. | Squadra               |
| ------- | ---- | --------------------- |
| 1-8     | FRA  | Francia               |
| 9-14    | DEN  | Danimarca             |
| 15-20   | NED  | Paesi Bassi           |
| 21-25   | SLO  | Slovenia              |
| 26-31   | BEL  | Belgio                |
| 32-37   | RUS  | Russia                |
| 38-43   | USA  | Stati Uniti d'America |
| 44-49   | GER  | Germania              |
| 50-54   | NZL  | Nuova Zelanda         |
| 55-60   | ITA  | Italia                |
| 61-64   | NOR  | Norvegia              |
| 65-69   | GBR  | Gran Bretagna         |
| 70-74   | CAN  | Canada                |
| 75-77   | SWE  | Svezia                |
| 78-80   | POL  | Polonia               |
| 81-84   | AUT  | Austria               |
| 85-90   | AUS  | Australia             |
| 91-94   | CZE  | Repubblica Ceca       |
| 95-97   | KAZ  | Kazakistan            |
| 98-100  | ESP  | Spagna                |
| 101-103 | MEX  | Messico               |
| 104-107 | SUI  | Svizzera              |
| 108     | THA  | Tailandia             |
| 109-111 | EST  | Estonia               |
| 112-114 | JPN  | Giappone              |
| 115-120 | POR  | Portogallo            |

| N.      | Cod. | Squadra       |
| ------- | ---- | ------------- |
| 121-125 | LUX  | Lussemburgo   |
| 126-128 | ARG  | Argentina     |
| 129-131 | FIN  | Finlandia     |
| 132-134 | HUN  | Ungheria      |
| 135-137 | ISR  | Israele       |
| 138-140 | LAT  | Lettonia      |
| 141-143 | SRB  | Serbia        |
| 144-146 | SVK  | Slovacchia    |
| 147-149 | UKR  | Ucraina       |
| 150-151 | CRO  | Croazia       |
| 152-153 | GRE  | Grecia        |
| 154-155 | IRN  | Iran          |
| 156-157 | IRL  | Irlanda       |
| 158     | COL  | Colombia      |
| 159     | HKG  | Hong Kong     |
| 160     | KOR  | Corea del Sud |
| 161     | LTU  | Lituania      |
| 162     | MDA  | Moldavia      |
| 163     | MGL  | Mongolia      |
| 164     | MKD  | Macedonia     |
| 165     | MRI  | Mauritius     |
| 166     | RSA  | Sudafrica     |
| 167     | TUN  | Tunisia       |
| 168     | TUR  | Turchia       |
| 169     | UZB  | Uzbekistan    |
| 170     | VEN  | Venezuela     |

## Ordine d'arrivo (Top 10)
| Pos. | Corridore                | Squadra     | Tempo    |
| ---- | ------------------------ | ----------- | -------- |
| 1    | Pierre-Henri Lecuisinier | Francia     | 2h48'58" |
| 2    | Martijn Degreve          | Belgio      | s.t.     |
| 3    | Steven Lammertink        | Paesi Bassi | s.t.     |
| 4    | Florian Sénéchal         | Francia     | a 3"     |
| 5    | Rick Zabel               | Germania    | s.t.     |
| 6    | Roman Ivliev             | Russia      | s.t.     |
| 7    | Daniel Hoelgaard         | Norvegia    | s.t.     |
| 8    | Nicolas Marini           | Italia      | s.t.     |
| 9    | Stan Godrie              | Paesi Bassi | s.t.     |
| 10   | Frederik Plesner         | Danimarca   | s.t.     |